# الکساندر نفدوف
الکساندر نفدوف (اوکراینی: Олександр Миколайович Нефедов؛ زادهٔ ۲۸ دسامبر ۱۹۶۶) بازیکن فوتبال اهل اوکراین است.
از باشگاه‌هایی که در آن بازی کرده‌است می‌توان به باشگاه فوتبال کریفباس کریفیی ریه، باشگاه فوتبال تورپیدو زاپروژیا، باشگاه فوتبال متالورگ زاپروژیا، باشگاه فوتبال اورال یکاترینبورگ، و باشگاه فوتبال دینامو کی‌یف اشاره کرد.